# USM El Harrach
USM El Harrach is een Algerijnse voetbalclub uit El Harrach (Algiers) die in de Algerijnse eerste klasse uitkomt. 

## Geschiedenis
De club werd opgericht in 1935 als USM Maison-Carrée. In 1975 speelde de club voor het eerst in de hoogste klasse. In 1977 werd de huidige naam aangenomen. In 1981 en 1982 eindigde de club op een vierde plaats. In 1984 werden ze zelfs vicekampioen met slechts één puntje achterstand op GCR Mascara. Na een aantal jaren middenmoot werd de club weer vicekampioen in 1992. In 1998 werd de club kampioen, maar amper een jaar later degradeerde de club. Ze keerden meteen terug maar konden ook nu het behoud niet verzekeren. Na een afwezigheid van zeven jaar keerde de club in 2008 terug en werd opnieuw een vaste waarde in de hoogste klasse. In 2013 werden ze opnieuw vicekampioen. In 2018 degradeerde de club weer.

## Erelijst
- Algerijns landskampioen

1998
- Algerijns bekerwinnaar

1974, 1987
USM Annaba ·
RC Arbaâ ·
OM Arzew · 
JSM Béjaïa · 
MO Béjaïa ·
A Bou Saâda ·
MC El Eulma ·
USM El Harrach ·
AS Khroub ·
Olympique Médéa ·
ASM Oran ·
RC Relizane ·
MC Saïda ·
JSM Skikda ·
DRB Tadjenanet ·
WA Tlemcen